# Liste des lacs au Tchad
La liste de lacs au Tchad donne une liste non exhaustive des lacs présents sur le territoire du Tchad.

## Lacs notoires et catégories de lacs présents dans le pays
Les lacs au Tchad sont des grandes sources d'eaux d'Afrique avec le grand lac Tchad,.